# Dasymaschalon wallichii
Dasymaschalon wallichii là loài thực vật có hoa thuộc họ Na. Loài này được Joseph Dalton Hooker và Thomas Thomson mô tả khoa học đầu tiên năm 1855 dưới danh pháp Unona dasymaschala var. wallichii. Năm 2009 Jing Wang & R. M. K. Saunders nâng cấp nó thành loài riêng biệt.
Loài này có ở miền nam Thái Lan, Malaysia bán đảo và Singapore.
Tên gọi là để vinh danh Nathaniel Wallich (1786-1854), nhà thực vật học người Hà Lan.